# Saint-Fraimbault-de-Prières
 Saint-Fraimbault-de-Prières  es una población y comuna francesa, en la región de Países del Loira, departamento de Mayenne, en el distrito de Mayenne y cantón de Mayenne-Est.

## Demografía
| 641 | 659 | 643 | 706 | 750 | 904 |
| Para los censos de 1962 a 1999 la población legal corresponde a la población sin duplicidades (Fuente: INSEE [Consultar]) |     |     |     |     |     |